# Ylä-Syrjäjärvi
Ylä-Syrjäjärvi är en sjö i kommunen Leppävirta i landskapet Norra Savolax i Finland. Sjön ligger 98,5 meter över havet. Den är 9 meter djup. Arean är 50 hektar och strandlinjen är 4,02 kilometer lång. Sjön  ingår i Vuoksens huvudavrinningsområde.   Den ligger omkring 52 kilometer sydöst om Kuopio och omkring 310 kilometer nordöst om Helsingfors. 